# Kommunistischer Bund Westdeutschland
Der Kommunistische Bund Westdeutschland (KBW) war eine maoistische westdeutsche K-Gruppe, die von 1973 bis Anfang 1985 bestand. Die Kleinpartei ging hauptsächlich aus der im Herbst 1970 gegründeten Kommunistischen Gruppe (Neues Rotes Forum) Mannheim-Heidelberg (Kurzbezeichnung: KG/NRF), einer Nachfolgeorganisation des Heidelberger SDS, und dem Kommunistischen Bund Bremen sowie weiteren Zirkeln („Bünden“) hervor.
1982 stellte der KBW die politische Arbeit weitgehend ein und löste sich nach langwierigen Verhandlungen über die Verwertung seines Millionenvermögens 1985 auf.
Einige seiner Mitglieder wurden später in der Bundes- und Landespolitik in führenden Positionen aktiv, darunter Reinhard Bütikofer, Winfried Kretschmann, Ursula Lötzer, Krista Sager, Ralf Fücks und Ulla Schmidt.

## Geschichte

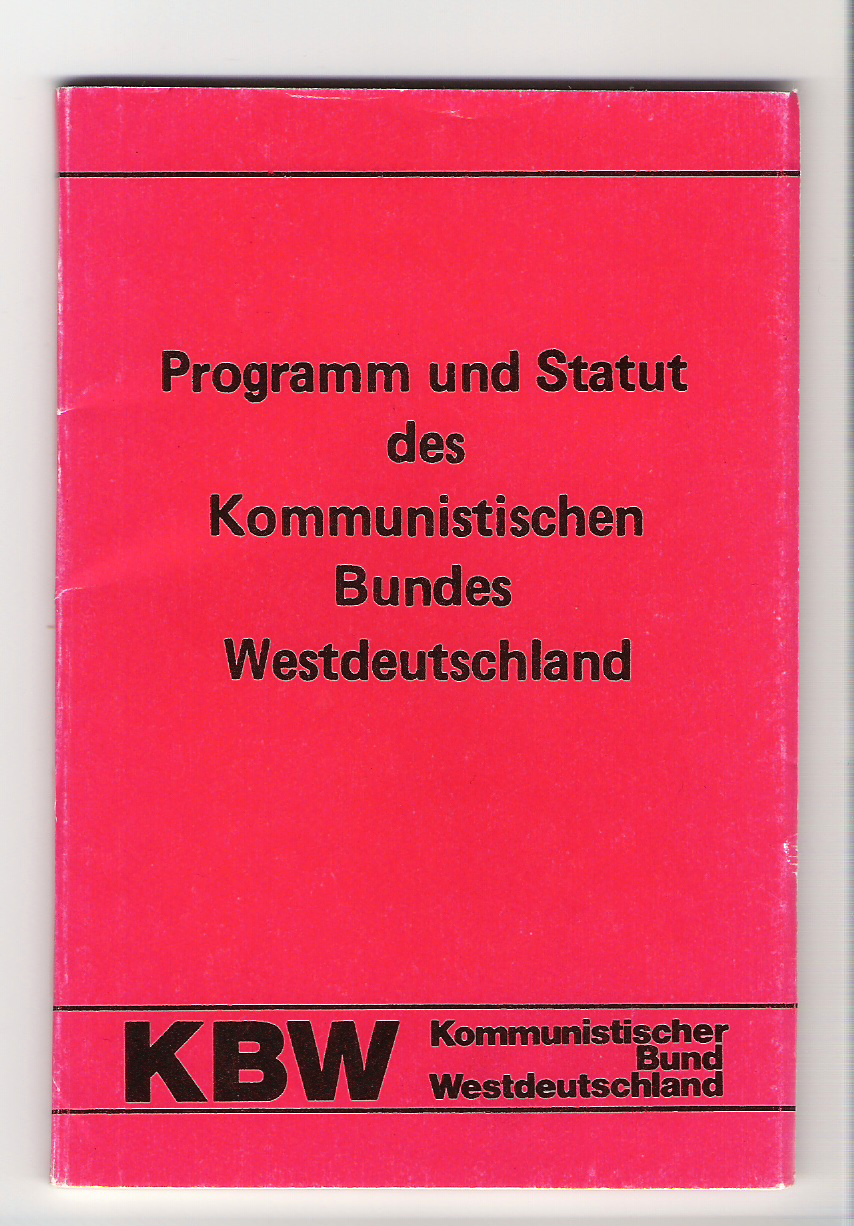
Programm des KBW

### Gründung und erste Jahre
Der vergleichsweise spät, am 12. Juni 1973, in Bremen gegründete KBW baute auf einer erfolgreichen Zusammenarbeit verschiedener lokaler bzw. regionaler Zirkel auf. Er war schwach in den größten Städten der Bundesrepublik. In West-Berlin waren Semler-Horlemann mit der KPD/AO stärker, in Hamburg der Kommunistische Bund (KB), in München der Arbeiterbund für den Wiederaufbau der KPD und in Stuttgart war der Kommunistische Arbeiterbund Deutschlands (KABD) erfolgreicher als der KBW. In vielen mittleren Städten aber und auch im Bundesmaßstab war der KBW bis zu seiner Auflösungsphase die stärkste Gruppe der sogenannten ML-Bewegung, d. h. der K-Gruppen.
In den KBW-Gruppen in Freiburg, Göttingen und vor allem Heidelberg gab es eine große Überschneidung mit den Wortführern im Sozialistischen Deutschen Studentenbund (SDS) und einen entsprechenden Einfluss auf zahlreiche Gruppen der Jugendbewegung. In Bremen und Osnabrück dagegen, wo es damals noch keine Universitäten gab, sowie in Wolfsburg entstanden oft betrieblich geprägte, auch Lehrlings- und Schülerbewegungs-Gruppen. Wichtige Stationen auf dem Weg zu einer bundesweiten Organisation der zunächst bloß örtlichen bzw. regionalen Zirkel, die schließlich den KBW gründeten bzw. mehr oder minder schnell in diesen aufgenommen wurden, waren zunächst die Aktionseinheit gegen das Hochschulrahmengesetz bzw. die Aktionseinheit kommunistischer Hochschulgruppen und die Aktionseinheit in der Metalltarifrunde 1971. Bei der letztgenannten Aktion kam es zum Bruch mit denjenigen Zirkeln, die später den Kommunistischen Bund (KB) bildeten. Die Trennung vereinzelter Gruppen von den Jungdemokraten, der damaligen Jugendorganisation der FDP, bzw. die Spaltung des Landesverbandes Niedersachsen der Jungdemokraten, verhalf dem KBW später vermittels der „Konferenz nordrhein-westfälischer und niedersächsischer Schülergruppen“ zu einer gewissen Präsenz in einzelnen Städten Nordrhein-Westfalens, vor allem aber auch in vielen niedersächsischen Kleinstädten.
Im Jahr 1972 wurde im Bremer Kommuniqué (BK) der Parteiaufbau propagiert. Wesentlich hierfür waren aber auch die Aktionseinheit gegen die Ausländergesetze mit der Demonstration in Dortmund am 8. Oktober 1972 und im Januar 1973 die Vietnamdemonstration in Bonn. Es konnten dort jeweils größere Zahlen von Gruppen recht unterschiedlicher ideologischer Provenienz zusammengebracht werden.
Publizistisch erfolgte eine Zusammenarbeit über die Bremer Wahrheit, die von vielen örtlichen Gruppen 1972 und im ersten Halbjahr 1973 nicht nur mit Berichten beliefert, sondern oft auch neben den jeweiligen lokalen ‚Zentralorganen‘ öffentlich vertrieben wurde. Sie erreichte Auflagenhöhen von an die 12.000 Stück und stellte das Zentralorgan der Gruppen des ‚Bremer Kommunique‘ dar, die sich an den Aufbau des KBW gemacht hatten.
Parallel dazu wurde – vor allem in den Spalten des Heidelberger ‚Neuen Roten Forums‘ (NRF), aber auch in den zahlreichen örtlichen theoretischen Organen der Zirkel –, eine intensive Debatte um das ‚Programm der westdeutschen Kommunisten‘ geführt. An dieser Debatte beteiligten sich alle alten Freunde aus den Aktionseinheiten, die anderen Aufbauorganisationen bzw. sich schon für die Partei haltenden Konkurrenzformationen, einige Gruppen der damals zerfallenden KPD/ML-Zentralbüro und vor allem zahlreiche Gruppen, die auf dem außerordentlichen Parteitag der KPD/ML-Zentralkomitee von Ernst Aust ausgeschlossen worden waren. Für den KBW konnten dabei einige Gruppen gewonnen werden, andere waren durch die Ernsthaftigkeit der Auseinandersetzung zumindest beeindruckt.
Diese breite öffentliche Diskussion um das Programm mit der gesamten linken Bewegung unterschied den KBW wesentlich von anderen Ansätzen. Denn der KB hatte kein Programm und der Rest der K-Gruppen präsentierte sein Programm als fertige Plattform. Das Programm des KBW zeichnete sich vor allem dadurch aus, dass über sogenannte ‚demokratische Forderungen‘ eine Schwächung des Staatsapparates einerseits, eine Stärkung des Bewusstseins und der Fähigkeiten der sog. Volksmassen andererseits bewirkt werden sollte.

### Blütezeit
Seine wohl stärkste Attraktivität wies der KBW im Bereich der Bundeswehr auf. Es entstanden zahlreiche große Soldatengruppen in kurzer Zeit. Der Umstand, dass diese noch dazu gerne auch in Uniform demonstrierten, erschien einigen besorgniserregend. Es wurden gemeinsame Kantinen und gleiche Verpflegung für Offiziere und Mannschaften und die Fortzahlung des bisherigen Lohns gefordert, sowie die Wahl der Offiziere durch das Volk nebst der allgemeinen Volksbewaffnung bzw. die Ersetzung der Bundeswehr durch die ‚Volksmiliz‘. So hießen auch viele der zunächst örtlich-regionalen bzw. später bezirklichen Soldatenzeitungen des KBW. Die Berufung auf das Volk und die Demokratie nahm beim KBW manchmal selbstzerstörerische Formen an. So bekannten sich im Rahmen der Fritz Güde-Kampagne – ein Studienrat, der wegen des Verkaufs von Ausgaben des KBW-Zentralorgans Kommunistische Volkszeitung (KVZ) entlassen werden sollte – nicht nur viele Hunderte Menschen, die im öffentlichen Dienst tätig waren bzw. als Auszubildende dies anstrebten, zum Recht des Verkaufs der KVZ. Sie bezichtigten sich sogar selbst in den Spalten der KVZ dieses „Vergehens“. Später versuchte sich der KBW wiederholt nicht nur in Forderungen nach einem Volksentscheid gegen den Paragraphen 218, sondern auch in verschiedenen Städten im Sturz der Magistrate bzw. Senate und Stadträte etc. durch die ‚Volksmassen‘.
Im Unterschied zu anderen Gruppierungen, die aus der 68er-Bewegung hervorgegangen sind, war der KBW eine Kaderorganisation. Mitglieder führten mindestens 10 % ihres Bruttoeinkommens an den KBW ab, darüber hinaus wurden Beiträge (z. B. Spenden von Erbschaften) erwartet. Dank dessen verfügte der KBW neben einer Reihe hauptberuflicher Funktionäre auch über eine außergewöhnlich gut ausgebaute technische Infrastruktur. Er besaß einen eigenen Fuhrpark mit Saab-Limousinen, ein für damalige Verhältnisse äußerst modernes DFÜ-System (Redactron), Parteigebäude in Frankfurt, Berlin, Bremen und Hamburg, eine eigene Druckerei (Caro-Druck), einen Buchvertrieb (Hager), Verlage (Kühl KG, Sendler) sowie „Musterhöfe“, auf denen mit Methoden „schnellwachsender Eiweißproduktion“ experimentiert wurde.
Ideologisch stand er dem Maoismus nahe und sympathisierte mit Regimen wie der Volksrepublik China, Albanien oder Kambodscha unter Pol Pot. Der ugandische Diktator Idi Amin wurde im Zentralorgan der Partei, der Kommunistischen Volkszeitung, lange als fortschrittlicher Staatschef bezeichnet, was parteiintern aber umstritten war. Der KBW unterstützte aktiv auch Freiheitsbewegungen wie den African National Congress (ANC) in Südafrika und ZANU in Simbabwe.
Aufgrund dieser Ausrichtung kam es gelegentlich innerhalb der linken Szene in Frankfurt am Main, wo der KBW ab Mai 1977 sein Hauptquartier in der Mainzer Landstraße 147 ansiedelte, zu Rangeleien mit Spontigruppen um Daniel Cohn-Bendit und Joschka Fischer. Mehrfach versuchte der KBW auch, in Orten, wo er stärker vertreten war, Veranstaltungen anderer linker Organisationen zu stören. Der Hauptgegner des KBW war aber der „bürgerliche Staat“. In der internationalen Politik verfolgte der KBW eine Position des Antihegemonismus und der Blockfreiheit, was u. a. in der Parole „Nieder mit NATO und Warschauer Pakt“ zur Zeit der Zuspitzung des Kalten Krieges in Europa Ausdruck fand, aber auch in der Unterstützung der Befreiungsbewegung in Afghanistan gegen die Besatzung durch die Sowjetunion.
Anders als die Spontigruppen gehörte der KBW seinem Selbstverständnis nach im engeren Sinne nicht zur Außerparlamentarischen Opposition: Er betrachtete sich vielmehr von vornherein als einen „Parteiansatz“, der schließlich zur Gründung einer eigentlichen kommunistischen Partei ausgebaut werden sollte. So beteiligte er sich auch von 1974 bis 1981 offiziell an Wahlen. Die Chemielaborantin Helga Rosenbaum vertrat den KBW z. B. im Gemeinderat von Heidelberg. Die spätere Bundesgesundheitsministerin Ulla Schmidt kandidierte auf der Landesliste NRW des KBW auf Platz 2 bei der Bundestagswahl 1976 und als Direktkandidatin in Aachen Stadt. Neben Ulla Schmidt waren folgende ehemalige KBW-Genossen Mitglieder des Deutschen Bundestags der 17. Wahlperiode: Ursula Lötzer (Die Linke) und Krista Sager (Bündnis 90/Die Grünen). Winfried Nachtwei, der von 1994 bis 2009 Abgeordneter für Bündnis 90/Die Grünen im Deutschen Bundestag war, trat nicht mehr zu dieser Wahl an. Lötzer und Sager kandidierten nicht mehr bei der Bundestagswahl 2013 (18. Wahlperiode).

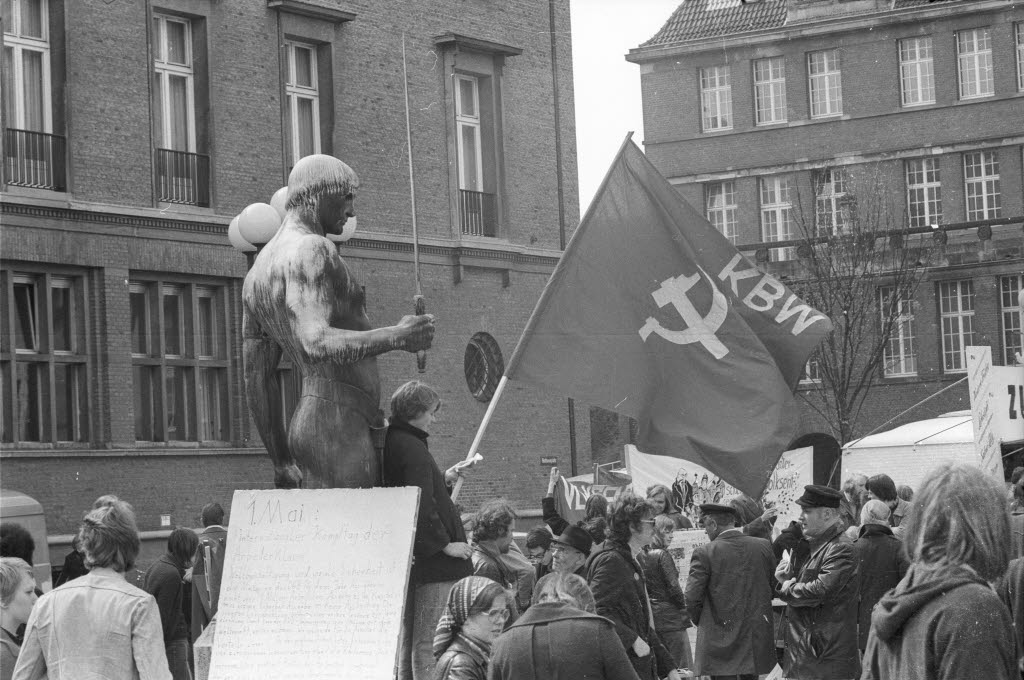
Fahne des KBW auf einer Maikundgebung vor dem Kieler Rathaus (1976).

Die höchste Mitgliederzahl – ca. 2.600 – erreichte der KBW 1976. Darüber hinaus gab es angeschlossene Organisationen wie die Gesellschaft zur Unterstützung der Volkskämpfe (GUV) für ausgebildete Akademiker (ca. 800 Mitglieder), die Soldaten- und Reservistenkomitees für die antimilitaristische Arbeit und die Komitees und Initiativen gegen den § 218. An den Hochschulen verfügte der KBW über keine einheitliche bundesweite Studentenorganisation. Auf seiner politischen Linie arbeiteten der Kommunistische Studentenbund (KSB), die Kommunistische Hochschulgruppe (KHG) bzw. weitere Gruppen mit anderen Namen (ca. 2.100 Mitglieder), allerdings keineswegs alle örtlichen Vereinigungen dieser Namen. Die anfangs lokalen „Kommunistischen Schülergruppen“ (KSG), „Kommunistischen Oberschülerbünde“ (KOB) und „Kommunistischen Arbeiterjugendbünde“ (KAJB), wurden ab 1976 zu einem Kommunistischen Jugendbund (KJB) (ca. 540 Mitglieder) zusammengefasst.
Durch einen Kronzeugen, den der Verfassungsschutz Schleswig-Holstein Ende 1978 präsentierte, erfuhr die Öffentlichkeit, dass der KBW von seinen Mitgliedern nicht nur hohen finanziellen, sondern auch großen zeitlichen Einsatz erwarte und auch vor „psychischem Terror“ nicht zurückschrecke. Dabei wurde auch erwähnt, dass der KBW von seiner Mitgliederstruktur her nicht die „proletarische“ Organisation war, die er gerne sein wollte. In seinen Reihen waren auffallend viele Ärzte, Lehrer, ca. 70 Rechtsanwälte, Professoren (und bis zu ihrem Austritt ca. 1974–1975 auch etwa fünf evangelische Pfarrer). Die Pastoren wurden vor die Alternative des Austritts aus der Kaderorganisation, d. h. die Rückversetzung in den Sympathisantenstatus ohne Wahlrecht bei sensiblen Angelegenheiten, oder des Austritts aus der Kirche und Niederlegung ihrer Profession gestellt. Im Raum Hamburg betraf dies drei Pastoren, also eine kleine Minderheit gegenüber der eher KB-nahen Konkurrenz im innerhalb konfessioneller Strukturen verbleibenden Nordelbischen Arbeitskreis Kirche – NAK. Eine Broschüre ‚Religion, Opium des Volkes‘, die eine der ca. zwei Dutzend ersten KBW-Broschüren der Jahre 1973–1975 war, die in 30 000 bis 80 000 Stück aufgelegt und auch meist verkauft wurden, wurde veröffentlicht. Vor allem jugendliche Teile der evangelischen Gemeinden in Hamburg-Bramfeld (Pastorin Edda Groth), Quickborn/Ellerau (Pastor Eckard Gallmeyer, es wurde u. a. eine Initiativgruppe für eine Gemeindearbeit im Interesse der Bevölkerung als Herausgeberin der Ortsbeilage der KVZ aktiv) und Norderstedt (Pastor Karl-Helmut Lechner) wurden teilweise in den KBW bzw. dessen Massenorganisationen überführt.
Geleitet wurde der KBW von einem anfangs 11-köpfigen Zentralkomitee (ZK), das jährlich (später zweijährlich, zuletzt wieder jährlich) von einer Delegiertenkonferenz gewählt wurde. Die Funktion des ZK-Sekretärs wurde ohne Unterbrechung von der wichtigsten Führungsfigur Joscha Schmierer ausgeübt, der auch als Herausgeber des Zentralorgans des KBW Kommunistische Volkszeitung und des theoretischen Organs Kommunismus und Klassenkampf fungierte. Nach deren Einstellung bestimmte er seit 1983 als Chefredakteur den politischen Kurs der Zeitschrift Kommune, die inzwischen als Organ der Realo-Fraktion der Grünen gilt. Seit 1999 war Schmierer im Planungsstab des Auswärtigen Amts zuständig für Grundsatzfragen der Europapolitik. Der KBW beruhte programmatisch auf einer Organisationsform, die als „Demokratischer Zentralismus“ bezeichnet wurde, ähnlich der Organisationsform unter Lenin oder Mao. Dem Programm gemäß erhielten gewählte Kader eine Art Kommandantenstatus, wobei sie aber auch jederzeit mit einer Zweidrittelmehrheit abgewählt werden konnten. In der Praxis führte dies selten zur Abwahl, aber üblicherweise zur Opposition in Form von Nichterscheinen zu Aktionen, – wie vor allem bei den Ölkrisenprotesten Ende 1973 (s. u.), wo oft nur die Hälfte der Vollmitglieder an den Märschen teilnahm bzw. diese ganz abgesagt wurden –, bzw. zur schlichten Nichtkommunikation kämpfender Basiseinheiten mit der Leitung. So wurde von Streiks oder Aktionen, in denen KBW-Zellen selbst initiativ waren, der Leitung oft erst berichtet, wenn diese längst vorüber waren. Dies führte bereits bei der wilden Streikwelle 1973, die sich während der Gründung des KBW vollzog, zum Unmut im ZK bzw. zur Häme bei der Konkurrenz.
Offizielle Fraktionen kannte der KBW als institutionalisierte Einheiten nicht. Es gab diesbezüglich zumindest in den Anfangsjahren kein Kommunikationsverbot zwischen einzelnen Einheiten, aber durchaus Anweisungen, dass örtliche Einheiten Kritik an die Zentrale richten sollen, damit diese dann beantwortet und geklärt bzw. in lesbarerer Form gedruckt evtl. an alle Gruppen weitergeleitet werden könne.
In den ersten Jahren bestand im KBW eine große Freiheit der Debatte, die ihn so attraktiv für zahlreiche Gruppen machte, dass die örtliche Basis sich oft entscheidend erweitern konnte. In der organisatorischen Praxis aber gab es gravierende Unterschiede zwischen den jeweiligen Orten. Wichtig hierbei war z. B., ob die Mitglieder in eigenen, in ihren jeweiligen sozialen Strukturen verwurzelten Einheiten organisiert waren – aus diesen Zusammenhängen entstand der Kern des KBW als organisierter, programmatisch purifizierter Ausdruck der 68er-Revolte –, oder ob es sich um einzeln arbeitende Mitglieder handelte, die entweder den Weisungen einer unwissenden Leitung unterworfen waren oder im Gegenzug auf einen Posten in dieser spekulierten.
Bereits auf der Gründungskonferenz lagen zwei divergierende Dokumente aus Bremen bzw. Heidelberg vor. Die stärkste KBW-Ortsgruppe, die Bremer, die auch dank ihrer Wurzeln u. a. in der Lehrlingsbewegung über eine gewisse betriebliche Präsenz verfügte, wurde in den Jahren 1973/74 in ihrer Praxis nachhaltig gelähmt, bevor die in ihr, wohl von Anbeginn feindlich gesinnte, fraktionell arbeitende Ortsgruppe der ehemaligen KPD/ML-Zentralbüro (Zentralorgan ‚Rote Fahne‘) nach langen Diskussionen den KBW wieder verließ bzw. aus dem KBW und seinen örtlichen Massenorganisationen ausgeschlossen wurde. An weiteren ausgetretenen bzw. evtl. ausgeschlossenen oder aus der Organisation herausgedrängten Fraktionen wären in der bundesweiten Aufbauphase bis Ende 1975 zu nennen: Eine Gruppe von wohl 20 Genossen der Sozialistischen Studentengruppe Hamburg, sowie ab 1976 u. a. die vermutliche Mehrheit der Kommunistischen Studenten Marburg und eine Gruppe von ca. 20 Genossen in Kiel. Die sog. Rechten des Komitees für Demokratie und Sozialismus (KDS), d. h. vor allem Anhänger der Bremer Thesen der Gründungskonferenz, verließen eher einzeln die Organisation, entwickelten dann als erste den Ökosozialismus als mögliche Perspektive zur Gewinnung der Volksmassen.
Es gab in den ersten Jahren wenige nennenswerte Abspaltungen von ganzen Gruppen, die auch nur selten auf die Organisationsstruktur zurückführbar wären. Die formalen Rechte der Mitgliedschaft waren eher hoch, im Vergleich mit anderen politischen Gruppierungen. Es war weit eher eine nicht überwundene autoritäre Sozialisation, die viele KBW-Kader vermittels Fixierung auf vermeintlich revolutionäre Führer dazu verleitete, sich unter Berufung auf die Volksmassen selbst ins Elend oder in die politische Isolation zu katapultieren.
Die Spaltung des KBW in KBW und Bund Westdeutscher Kommunisten (BWK) beinhaltete die politische Ausschaltung einer knappen Mehrheit des Zentralen Komitees durch eine Minderheit, geleitet von Sekretär und Mitgliedern des ZKs, sowie eine rasche Kette von Putsch-ähnlichen Aktionen innerhalb der regionalen Untergruppen.
Die Mitglieder des KBW und seiner Massenorganisationen sowie viele „Sympathisanten“ verstanden die Rolle des KBW als den Keim einer revolutionären Kaderorganisation. Die Rolle der Kader war es, die verschiedensten gesellschaftlichen Konflikte aufzugreifen und eine revolutionäre Veränderung der gesellschaftlichen Verhältnisse als Lösung zu propagieren. Dies geschah gemäß der marxistisch-leninistischen Theorie, dass die neue Gesellschaft in der alten schon enthalten sei, es aber einer bewussten und geschulten Führung bedürfe, neue Organisationsformen des gesellschaftlichen Lebens zu finden, zu beschreiben und zu realisieren. Dies ist im Gegensatz zu den Sponti- und anarchistischen Bewegungen, die sich oft gegen jegliche Theoriebildung und Organisation wandten, aber natürlich auch gegen die Idee der Diktatur des Proletariats als gesellschaftliche Übergangsform zum Sozialismus und Kommunismus das zentrale Stück der Programmatik des KBW. Die Ablehnung der Sowjetunion als „realem Sozialismus“ und die Zuwendung zu der maoistischen Kulturrevolution als Vorbild für eine (oft romantisierte) „Vereinigung der Arbeiter, Bauern und Intellektuellen unter Führung des Proletariats“ war ein wichtiger Bestandteil der Weltanschauung des KBW. Musterhöfe, direkte Verbindung von Schulung und Arbeit und Aufbau einer schlagkräftigen Informationsstruktur (siehe DFÜ-System und Saab-Fuhrpark) waren z. T. Ausdruck des Versuches, die Vision einer neuen Gesellschaft praktisch von innen heraus aufzubauen.
International arbeitete der KBW eng mit dem 1976 gegründeten Kommunistischen Bund Österreichs (KBÖ) zusammen. Eine wichtige Rolle spielte auch die Unterstützung der Zimbabwe African National Union – Patriotic Front (ZANU-PF) und der Roten Khmer. Im Dezember 1978 reiste eine KBW-Delegation unter Schmierer auf Einladung der Roten Khmer in das „Demokratische Kampuchea“.

### Abspaltungen und Auflösung
1979 entstanden aus einer „rechten“ Strömung im KBW die Komitees für Demokratie und Sozialismus (KDS), denen unter anderem Willfried Maier, Ralf Fücks und Dietrich Hildebrandt angehörten. Die KDS gaben hefte für demokratie und sozialismus heraus, später gingen sie größtenteils in den Grünen auf. Hierbei handelte sich u. a. um die Verfechter der Bremer ‚Thesen‘, die auf der Gründungskonferenz keine Mehrheit gefunden hatten, sondern vielmehr als ‚ökonomistisch‘ zurückgewiesen worden waren.
1980 kam es zur Abspaltung einer „linken“ Gruppierung um Martin Fochler, die sich als Bund Westdeutscher Kommunisten (BWK) bezeichnete. Der BWK löste sich 1995 als eigenständige Partei auf und existiert aktuell als Arbeitsgemeinschaft „Konkrete Demokratie – Soziale Befreiung“ innerhalb der Partei Die Linke weiter.
1985 löste sich der KBW offiziell auf, nachdem er sein Vermögen in einen Verein mit dem Namen „Assoziation“ eingebracht hatte, der die „grün-alternative Bewegung“ unterstützen sollte. Das (ursprünglich für etwa 3 Millionen DM erworbene) Gebäude seines Frankfurter Hauptquartiers ging einige Jahre später gegen ein für angeblich ca. 30 Mio. DM neu errichtetes „Öko-Haus“ im Tausch an die Commerzbank. Zahlreiche ehemalige Mitglieder (z. B. Joscha Schmierer oder Ralf Fücks und Willfried Maier) fanden später ihre politische Heimat im Realo-Flügel der Grünen, wie auch ihre ehemaligen Sponti-Widersacher Joschka Fischer und Daniel Cohn-Bendit. Andere kehrten ins bürgerliche Berufsleben zurück und machten trotz ihrer revolutionären Vergangenheit in Industriefirmen und Verbänden Karriere.
Das ehemalige KBW-Mitglied (1973–1975) Winfried Kretschmann, der 1979 Gründungsmitglied der baden-württembergischen Grünen war und heute dem Bündnis 90/Die Grünen angehört, wurde im Mai 2011 zum ersten grünen Ministerpräsidenten von Baden-Württemberg gewählt. Er ist damit zugleich der erste ex-maoistische Ministerpräsident in der Geschichte der Bundesrepublik Deutschland.
Kritisch beleuchtet Horst Blume den bemerkenswerten Wandel einiger Protagonisten von einer „autoritären marxistisch-leninistischen Sekte“ zu „pragmatisch angepasster grüner Realpolitik“.

## Publikationen
- Programm und Statut des Kommunistischen Bundes Westdeutschland. Kühl KG, Mannheim (später Frankfurt am Main) 1973ff. (Gesamtauflage 199.000 Exemplare, auch in englischer, französischer, griechischer, italienischer, portugiesischer, spanischer, türkischer und serbokroatischer Sprache).
- Was wollen die Kommunisten? Antwort auf eine Broschüre der IG Chemie – Papier – Keramik. Kühl KG, Mannheim 1974.
- Revolutionäre Programme. Programme der deutschen und russischen Arbeiterparteien und der Kommunistischen Internationale. Sendler, Mannheim 1975.
- Die Eroberungszüge des Deutschherrenordens gegen die Völker des Ostens, hrsg. von der Redaktion der Kommunistischen Volkszeitung [unter Anleitung von Martin Fochler] (Reihe zur Deutschen Geschichte; 1 [mehr nicht erschienen]). Sendler, Frankfurt 1977 ISBN 3-88048-042-X.
- Solange es Imperialismus gibt, gibt es Krieg, (Red. Martin Fochler). Kühl KG, Frankfurt am Main 1977 (2. durchgesehene Auflage 5. bis 8. Tsd.).
- Weg mit den Verbotsanträgen gegen KBW, KPD und KPD/ML! Der Marxismus-Leninismus läßt sich nicht verbieten, Kommunistische Volkszeitung Sondernummer (Dokumentation) 1977.
- Grundlagen des wissenschaftlichen Sozialismus: Schulung, Verlag Neues Rotes Forum, Heidelberg 1973; dass. 3. Aufl., 9.–11. Tsd. Sendler, Heidelberg 1974, ISBN 3-88048-007-9.
- Kampf um das Programm der Revolution in Deutschland: der Weg der KPD, hrsg. vom Zentralen Komitee des Kommunistischen Bundes Westdeutschland. Kühl-Verlagsgesellschaft Kommunismus und Klassenkampf, Frankfurt am Main 1977 (3. Aufl., 9.–11. Tsd. 1978).

### Periodika
- Kommunistische Volkszeitung (KVZ): Zentralorgan des KBW. 1. Jahrgang 1973–10. Jg. 1982
- Kommunismus und Klassenkampf (KuK): Theoretisches Organ des KBW. 1. Jg. 1973–10. Jg. 1982,
- Kommune (1. Jg. 1983ff, Ende 2012 eingestellt) als Fortsetzung von KVZ und KuK
- Kommunismus und Klassenkampf: 9 Arbeitshefte zur Bundestagswahl 1976
- Nationale Befreiung: 9 Broschüren über Befreiungsbewegungen, [Nr.] 1. 1972 (Komitee Südliches Afrika/Heidelberg), Der Kampf um Guinea-Bissau, Neues Rotes Forum 1972 bis 9.1976 Zimbabwe Chimurenga, Sendler-Verlag; teilweise mehrere Auflagen, z. B. Winfried Nachtwei, Namibia. Von der antikolonialen Revolte zum nationalen Befreiungskampf; Geschichte der ehemaligen deutschen Kolonie Südwestafrika, Nr. 7.1976 (2. Aufl.)
- Revolutionäre Volksbildung: Organ der „Gesellschaft zur Unterstützung der Volkskämpfe“ (GUV) und der Soldaten- und Reservisten-Komitees (SRK), änderte mit Heft Nr. 4 vom 26. März 1982 den Namen in „Umbruch“, sein Konzept und die Schwerpunkte wurden auf „die Kunst“ konzentriert (1. Jahrgang 1982–7. Jg. 1988)
- Rote Robe, 1. Jg. 1970 – 7. Jg. 1976, 1981–1984, Herausgeber: Südwestdeutscher Referendarverband (bis 5.1974, Heft 3), danach: Gesellschaft zur Unterstützung der Volkskämpfe. Rote Robe Verlags-Gesellschaft (bis 1976), später Sendler-Verlag (Mannheim; ab 1977 Frankfurt am Main); ab Jg. 5/1974, H. 3 eine KBW-nahe juristische Zeitschrift[32]
- Umbruch (s. o.)

## Aktionen und Rezeption in den Medien
- 1973, 8. Dezember. Der KBW veranstaltet in mehreren Städten Demonstrationen gegen die „Notstandsmaßnahmen der Bourgeoisie und ihres Staates“ (damit gemeint war u. a. das zeitweilige Sonntagsfahrverbot während der ersten Ölkrise). Es war „die erste Aktion, zu der der KBW unter zentraler Anleitung die Initiative ergriff, um auf einheitlicher Linie und zum gleichen Zeitpunkt in der ganzen BRD und Westberlin seine Kräfte zusammenzufassen und auf eine Aufgabe auszurichten“.[33] Auf Demonstrationen der nächsten acht Jahre ist der KBW zumeist an seiner mitgeführten Parole „Vorwärts im Kampf für die Rechte der Arbeiterklasse und des Volkes! Vorwärts im Kampf für den Sieg des Sozialismus!“ zu erkennen
- 1974 steht im Zeichen einer großen Solidaritätskampagne für den Gymnasiallehrer Fritz Güde, der wegen seiner damaligen KBW-Mitgliedschaft vom Radikalenerlass betroffen ist[34]
- 1974, 14. September. Beteiligung an der Demonstration in Frankfurt am Main zum 1. Jahrestag der Machtergreifung der Junta in Chile[35]
- 1975, Juni. Ndabaningi Sithole, einer der Führer der ZANU, besucht auf Einladung des KBW die Bundesrepublik, um an Solidaritätsveranstaltungen teilzunehmen[36]
- 1975. Demonstrationen gegen Fahrpreiserhöhungen im Öffentlichen Nahverkehr in Heidelberg (Juni),[37] Frankfurt am Main (Juli) und Mannheim (September)
- 1975, 21. September. 20.000 Menschen demonstrieren in Bonn für die Abschaffung des § 218 StGB („Abtreibungsparagraf“).[38] Die Losung des KBW zum § 218 „Das Volk soll selbst entscheiden – Volksentscheid!“ wurde von der Frauenbewegung wie auch von anderen linken Organisationen wie zum Beispiel der GIM[39] und dem KB[40], welche das Selbstbestimmungsrecht der Frau in den Mittelpunkt stellten, als weltfremd, reaktionär oder frauenfeindlich kritisiert. An seiner Forderung nach einem Volksentscheid hielt der KBW noch einige Jahre fest. 1976 steigern der KBW und seine Komitees ihre Kampagne gegen den § 218 mit militanten Aktionen gegen Beratungsstellen von Pro Familia[41]
- 1976, 1. Mai. 17.800 Menschen beteiligen sich an den Kundgebungen und Demonstrationen des KBW (1979 werden nur noch 4.335 Teilnehmer an dessen Maiveranstaltungen gemeldet)[42]
- 1976, August. „6.500 Arbeiter, Angestellte, Schüler und Studenten“ demonstrieren in vierzig Städten gegen das KPD-Verbot von 1956[43]
- 1976 als Höhepunkt der Kampagne zur Unterstützung des Unabhängigkeitskampfes der ZANU (Zimbabwe-African National Union) durch den KBW und seine Unterorganisationen besucht der Vorsitzende der ZANU und spätere Ministerpräsident Simbabwes, Robert Mugabe die KBW-Zentrale und eine Veranstaltung mit ca. 5.000 Teilnehmern zum Abschluss der Geldsammlung für den Befreiungskampf der ZANU. Rund 700.000 DM werden gesammelt, jedoch auf Initiative des damaligen Außenministers Hans-Dietrich Genscher (FDP) durch Sperrung des Sammelkontos konfisziert. Robert Mugabe fordert in Frankfurt die sofortige Herausgabe, da das Geld Eigentum des Volkes von Simbabwe sei. Der Betrag wird erst nach Erlangung der Unabhängigkeit freigegeben. In den folgenden Jahren tritt der ZANU-Funktionär Edgar Tekere mehrmals auf KBW-Veranstaltungen auf.
- 1977, 19. Februar. Demonstration gegen die Errichtung des Kernkraftwerks Brokdorf, an der auch KBW-Mitglieder beteiligt sind.[44]
- 1977, 19. März. Nach dem Versuch von Anhängern verschiedener K-Gruppen, bei den Protesten gegen den Bau des Kernkraftwerks Grohnde das Baugelände des Kernkraftwerks Grohnde zu stürmen, fordert der niedersächsische Ministerpräsident Ernst Albrecht ein Verbot des KBW, den er fälschlicherweise als Hauptverantwortlichen ausmacht.[45] Nach den gewalttätigen Aktionen beschäftigen sich überregionale Zeitungen intensiv mit dem KBW.[46]
- 1977, 28. Mai. Die Soldaten- und Reservistenkomitees des KBW veranstalten in Hannover, Köln und München Soldaten- und Reservistentage mit etwa 5.000 Teilnehmern. Der Kommunistische Jugendbund hält Jugendlager mit Schieß- und Geländeübungen ab. Fußballturniere werden durchgeführt und Theaterstücke zur „Unterstützung der kämpfenden Jugend Zimbabwes“ aufgeführt. Diese Veranstaltungen finden auch in den nächsten Jahren an verschiedenen Orten statt.
- 1977, 8. Oktober. Gemeinsame Demonstration von KBW, KPD und KPD/ML in Bonn gegen das geplante Verbot ihrer Organisationen, an der sich etwa 16.000 Anhänger und Sympathisanten beteiligen.[47] Zu der ursprünglich beabsichtigten weiteren Zusammenarbeit der drei Organisationen kommt es jedoch nicht,[48] nur KBW und KPD arbeiten im letzten Quartal zusammen und veranstalten im Februar 1978 eine gemeinsame Diskussionsveranstaltung in Frankfurt am Main[49]
- 1977, 21. Oktober. Die KBW-Zentrale in Frankfurt am Main wird von Polizei durchsucht und Exemplare des KBW-Plakates Ob so oder so – das sind KZ-Methoden beschlagnahmt, auf denen der baden-württembergische Ministerpräsident Hans Filbinger in NS-Uniform dargestellt einem Gefangenen, mit dem offensichtlich Andreas Baader gemeint ist, eine Pistole ins Genick hält bzw. eine Pistole unter einer Zellentür hindurchschiebt[50]
- 1977–1978. Durch das von ihrer Partei verlangte offene Auftreten (Verkauf des Zentralorgans KVZ im Lehrerzimmer und in der Stadt, die Weigerung, Fünfen und Sechsen zu erteilen sowie durch die Propagierung des bewaffneten Befreiungskampfes in Simbabwe im Unterricht) verlieren zahlreiche KBW-Lehrer ihre Stellen[51]
- 1977, Ende Dezember. Zur Jahreswende führen die Soldaten- und Reservistenkomitees in Hannover, Köln und München Musiktage durch, auf denen die „Forderungen der Soldatenbewegung nach Lohnfortzahlung und Kündigungsrecht, ihr Zusammenschluss mit der Arbeiterbewegung und mit dem Kampf der Völker unterstützt“ werden sollen.[52] In der nächsten Zeit begleiten die SRK die vierteljährlichen Rekruteneinziehungen mit Umzügen, auf denen diese Forderungen z. B. auf Bahnhöfen vertreten werden. Dabei kommen auch der SRK-Chor und Spielmannszug erfolgreich zum Einsatz[53]
- 1978, 16. Nov. – 13. Dez., Nach einem ersten Besuch 1977 reist zum zweiten Mal eine Delegation des KBW in die Volksrepublik China[54] und stattet dabei auch dem Demokratischen Kampuchea einen Besuch ab, bei dem sie mit Nuon Chea, Stellvertretendem Sekretär des ZK der Kommunistischen Partei Kampucheas (KPK), Ieng Sary, Mitglied des Ständigen Ausschusses der KPK, und Pol Pot, Sekretär der KPK, zusammentreffen.[55] Eine weitere Reise in die VR China folgt 1979[56]
- 1979 steht für den KBW nach dem Sturz des Pol-Pot-Regimes im Januar die „Solidarität mit dem Demokratischen Kampuchea“ im Vordergrund. Dazu finden das ganze Jahr zahlreiche Aktionen statt. Im Juni kommt eine Delegation des „Komitees der Patrioten Kampucheas“ zu neun Veranstaltungen in die Bundesrepublik, am 28. August finden in allen Bezirken weitere Veranstaltungen mit dem Titel „Nieder mit der sowjetisch-vietnamesischen Aggression gegen das Demokratische Kampuchea“ statt. Unterschriften und Spendengelder werden gesammelt. Am 2. und 3. November veranstalten mehrere Organisationen, darunter der KBW und die maoistische KPD, einen „Kongreß zur Unterstützung des Widerstandskrieges des kampucheanischen Volkes in Frankfurt“.[57] Bis zum Ende des Kongresses werden 23.000 Unterschriften und 238.650 DM gesammelt. Delegierte des KBW nehmen am 17./18. November an einer internationalen Solidaritätskonferenz zur Unterstützung des Pol-Pot-Regimes in Stockholm teil.[58] Auch die Musiktage der Vereinigung Revolutionäre Volksbildung – Soldaten und Reservisten (früher SRK), an denen 9.200 Personen teilnehmen, stehen im Zeichen der „Unterstützung des gerechten Widerstandskrieges“
- 1979, Anfang August. Auf Einladung des Zentralkomitees der ZANU besucht eine Delegation des ZK des KBW das Hauptquartier der ZANU in Maputo. Hans-Gerhart Schmierer und Jürgen Klocke führen Gespräche mit den Genossen Mugabe und Tekere[59]
- 1979 (Dezember). Der KBW wird in den Medien nahezu nur noch wegen seines Finanzgebarens und ungewöhnlicher Aktionen wahrgenommen[60]
- Besonderes Aufsehen erregt Ende des Jahres 1979 in den Medien der KBW-Musterhof im schleswig-holsteinischen Oster-Ohrstedt, auf dem Mitglieder der Partei als „freiwillige Hilfskräfte“ ohne Bezahlung aushelfen und dafür auch noch „Verpflegungsgeld“ in Höhe von 8 DM pro Tag entrichten. Das ohne Genehmigung erbaute Ferienhaus wird später von einem Abbruchunternehmen gegen Überlassung des Materials übernommen[61]
- 1979/1980. Einige mit dem KBW zumindest sympathisierende Lehrer am Frankfurter Abendgymnasium, die sich u. a. weigern, schlechte Noten zu erteilen, erregen seit einiger Zeit bundesweit in den Zeitungen Aufmerksamkeit[62]
- 1980, April. Auf Einladung der ZANU (PF) und namens des KBW nahm Lutz Plümer an den Feiern zur Unabhängigkeit von Simbabwe teil[63]
- 1980, 6. Mai. Bei einem öffentlichen Rekrutengelöbnis im Bremer Weserstadion kommt es zu schweren Krawallen, für die anfangs in den Medien fälschlich der KBW verantwortlich gemacht wird[64]
- 1980, September. Nach der Abspaltung des BWK stellt der KBW bis 1982 seine Aktivitäten sukzessive ein[65]
- 1981 Diskussionen um die Auflösung des KBW und die Verteilung seines Vermögens beginnen. Eine Mehrheit will aber vorerst noch weitermachen, worauf die Befürworter einer Selbstauflösung scharenweise austreten[66]
- 1981, 14.–18. November. Auf der (öffentlichen) 6. Delegiertenkonferenz werden alle bis dahin gültigen programmatischen Erklärungen und das 1973 beschlossene Programm aufgehoben[67]
- 1982, Juni. Zahlreiche Zeitungsartikel, die sich hauptsächlich mit dem KBW-Vermögen beschäftigen, verärgern die KBW-Führer[68]
- 1983, 21./22. Mai. In seiner neuen (auf der 7. ordentlichen Delegiertenkonferenz in Frankfurt am Main verabschiedeten) Satzung, gibt der KBW seinen Anspruch, eine marxistisch-leninistische Kaderorganisation zu sein, auf und beschreibt sich nur noch als Verein[69]
- 1985, 16. Februar. Der KBW löst sich auf einer Mitgliederversammlung in Frankfurt am Main auf. Die Verwaltung des KBW-Vermögens übernimmt ein neu gegründeter Verein Assoziation[70]

## Wahlergebnisse
- 1974, 27. Okt., Landtagswahl in Hessen, 2.734 Stimmen (0,1 %).[71] Die Kandidaten des KBW stammen nur zu einem geringen Teil aus der „Arbeiterklasse“[72]
- 1975, 20. Apr., Kommunalwahlen in Baden-Württemberg. Der KBW kandidiert in 7 Städten und erringt in Heidelberg mit 3,6 % der Stimmen einen Sitz im Gemeindeparlament, der bis zu ihrem Ausschluss nach einem Jahr von Helga Rosenbaum eingenommen wird. Es folgen bis 1980 noch einige Nachrücker für dieses einzige KBW-Mandat
- 1975, 2. März, Wahl zum Abgeordnetenhaus von Berlin, 786 Stimmen (0,1 %) in drei damaligen Bezirken (Kreuzberg und Schöneberg jeweils 0,3 %, Wedding 0,2 %); etwas erfolgreicher ist die KPD[73]
- 1975, 28. Sept., Bürgerschaftswahl in Bremen, 2.425 (0,56 %), hierher stammt eine der wichtigsten Vorläuferorganisationen des KBW, der Kommunistische Bund Bremen (KBB).[74] In der Altersgruppe der Jungwähler (18 bis 21 Jahre) erreicht der KBW 4,8 % der Stimmen[75]
- 1976, 4. April, Landtagswahl in Baden-Württemberg, 5.751 Stimmen (0,1 %). Der KBW beteiligt sich in 26 von 70 Wahlkreisen[76]
- 1976, Febr., eine vom KBW vorgeschlagene Aktionseinheit zur Bundestagswahl mit dem KABD, der KPD/ML und der KPD kommt nicht zustande;[77] 3. Okt., Bundestagswahl. 21.414 Erststimmen, 20.018 Zweitstimmen (jeweils 0,1 %) für den KBW, der in 87 Wahlkreisen mit Direktkandidaten und in allen Bundesländern außer Bayern und dem Saarland mit Landeswahllisten antritt[78]
- 1977, 20. März, Kommunalwahlen in Hessen. Der KBW kandidiert nur in einigen ausgewählten Landkreisen, Städten und Gemeinden.[79] In Frankfurt am Main erhält er 1.111 Stimmen (0,4 %), den höchsten Stimmenanteil erreicht er in Griesheim mit 1,1 %[80]
- 1978, 4. Juni, Bürgerschaftswahl in Hamburg, 689 Stimmen (0,1 %); Landtagswahl in Niedersachsen, 2.779 Stimmen (0,1 %)[81]
- 1978, 8. Okt., Landtagswahl in Hessen 2.638 Stimmen (0,1 %) – eine Verschlechterung gegenüber dem Ergebnis von 1974; am 15. Okt., Landtagswahl in Bayern, 2.913 Stimmen (0,0 %)[82]
- 1979, 18. März, Landtagswahl in Rheinland-Pfalz, 2.278 Stimmen (0,1 %), Abgeordnetenhauswahl in Berlin, 1.367 Stimmen (0,1 %)
- 1979, 29. April, Landtagswahl in Schleswig-Holstein 806 Stimmen (0,1 %)
- 1979, 7. Okt., bei der Bürgerschaftswahl in Bremen verschlechtert sich der KBW im Vergleich zur Vorwahl 1975 auf nur noch 533 Stimmen (0,1 %), was auch an der Kandidatur der Bremer Grünen Liste liegt. Erstmals kommen Grüne in ein Landesparlament (5,1 %, 4 Mandate)
- 1980, 16. März, Landtagswahl in Baden-Württemberg 2.062 Stimmen; 11. Mai, Landtagswahl in Nordrhein-Westfalen 2.358 Stimmen (jeweils 0,0 %)[83]
- 1980, 5. Okt., bei der Bundestagswahl erhält der KBW nur noch 12.048 Erst- und 8.285 Zweitstimmen (0,0 %), obwohl er in allen Bundesländern außer dem Saarland mit Landeslisten antritt. Mit 9.344 Zweitstimmen etwas erfolgreicher ist die Volksfront gegen Reaktion, Faschismus und Krieg, die 1979 von der KPD/ML gegründet worden war. Durch die Spaltung des KBW im Spätsommer finden sich auf den KBW-Wahllisten auch Kandidaten, die sich inzwischen im BWK organisiert haben
- 1981, 22. März, Kommunalwahlen in Hessen. Eigenständige Kandidatur des KBW nur noch in Frankfurt am Main mit 308 Stimmen (0,1 %), 803 weniger als bei der vorherigen Wahl 1977. In einigen wenigen Orten ist er an Wahlbündnissen beteiligt. Bei den darauf folgenden Wahlen ruft der KBW zur Stimmabgabe für alternative oder grüne Listen auf.

## Bekannte Mitglieder
Ehemalige Mitglieder des KBW bzw. seiner Nebenorganisationen sind:
- Jörg Baberowski, Professor für Geschichte Osteuropas an der Humboldt-Universität zu Berlin
- Reinhard Bütikofer, 2002–2008 Bundesvorsitzender von Bündnis 90/Die Grünen; ehemals Kommunistische Hochschulgruppe/KHG und KBW Heidelberg
- Franz Dick, Psychologe; KBW Göttingen
- Georg Duffner, Vorsitzender des Vorstandes der Röchling SE & Co. KG
- Ralf Fücks, KHG Heidelberg, später Bremen; grüner Bremer Umweltsenator und Bürgermeister; 1997–2017 Vorstand der Heinrich-Böll-Stiftung; Gründer des Zentrum Liberale Moderne
- Hans-Jörg Hager, ehemaliger Vorstandsvorsitzender der Schenker Deutschland AG; ehemals ZK des KBW und von 1976–1978 verantwortlicher Redakteur der KVZ
- Günther Jacob, Autor der Zeitschrift konkret, Musikjournalist; kam über eine KABD-Abspaltung zum KBW
- Eberhard Kempf, Strafverteidiger (u. a. des Deutsche-Bank-Chefs Ackermann, Manfred Kanther (CDU)); Gesellschaft zur Unterstützung der Volkskämpfe (GUV), bis 1977 Verteidiger von Angeklagten in Demonstrationsprozessen in Heidelberg, danach Frankfurt KBW-Zentrale
- Gerd Koenen, Historiker und Publizist; KBW Frankfurt
- Winfried Kretschmann, ehemaliger Fraktionsvorsitzender der Grünen im Landtag von Baden-Württemberg, seit dem 12. Mai 2011 Ministerpräsident von Baden-Württemberg
- Hermann Kuhn, 1995–2003 Grüner Vizepräsident der Bremischen Bürgerschaft; als Lehrer ein Betroffener des Radikalenerlasses
- Horst Löchel, Professor an der Frankfurt School of Finance & Management
- Willfried Maier, Grüner Politiker, 1997–2001 Stadtentwicklungssenator, Bundesrats-Bevollmächtigter und Europa-Beauftragter in Hamburg; aus der Bremer Vorläuferorganisation des KBW, Chefredakteur der KVZ
- Dieter Mützelburg, ehemaliger Grüner Bürgerschaftsabgeordneter in Bremen
- Winfried Nachtwei, Bundestagsabgeordneter (Bündnis 90/Die Grünen); KBW Münster
- Frieder Nake, Mathematiker und Informatiker; sollte wegen KBW-Aktivitäten entlassen werden, Kandidatur bei der Bürgerschaftswahl Bremen 1979
- Bernhard Peters (†), Professor an der Uni Bremen; KBW-Funktionär in Hessen und NRW
- Lutz Plümer, Professor für Geoinformation an der Uni Bonn; SSG und KBW Hamburg
- Sven Regener, Mitglied der Rockgruppe Element of Crime und Schriftsteller; Kommunistischer Jugendbund/KJB – sein Roman Neue Vahr Süd ist im KBW-Umfeld in Bremen um 1980 angesiedelt,
- Krista Sager, ehemalige Vorsitzende der grünen Bundestagsfraktion; SSG und KBW Hamburg
- Joscha Schmierer, 1999–2005 Mitarbeiter im Planungsstab des AA; 1973–1982 Erster Sekretär
- Ulla Schmidt (SPD) ehemalige Bundesgesundheitsministerin; kandidierte bei der Bundestagswahl 1976 für den KBW
- Christiane Schneider, KBW bis zu dessen Spaltung 1980, danach langjährige BWK-Funktionärin, seit 2008 Abgeordnete der Hamburgischen Bürgerschaft für Die Linke
- Jürgen Schröder (†), akademischer Ghostwriter, Co-Autor von mao-projekt; 1971 bis 1975 KOB, SSF, SSG, KSG und KBW Hamburg, einer der jüngsten KBW-Aufbaukader, später Bearbeiter des KBW-Archiv an der FU Berlin[84]
- Franz Wittenbrink, Regisseur; „Mitbegründer“ des KBW.
- Heidi Schelhowe (1949–2021), Hochschullehrerin, leitete den Bereich „Digitale Medien in der Bildung“ (dimeb) im Fachbereich „Informatik und Mathematik“ an der Universität Bremen, Mitglied im ZDF-Fernsehbeirat